# 火山帶

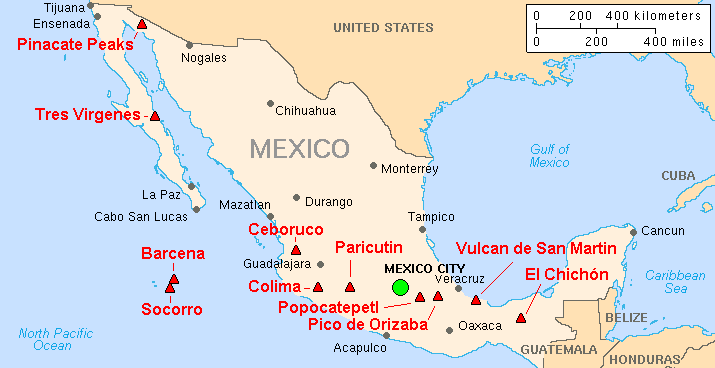
墨西哥的跨墨西哥火山帶

火山帶意指存在大量火山活動的大型區域。相對而言，較小範圍的火山活動稱為火山場。火山帶在地下有異常高（700至1,400 °C（1,292至2,552 °F））區域的地方可以找到，那裡的地殼及地幔上層的岩石部份熔化成岩漿。這些區域通常在板塊邊緣的10－50公里深處形成。舉例，墨西哥及北美洲西部的火山大多位於火山帶，例如從西至東橫跨墨西哥中南部、延伸900公里的跨墨西哥火山帶，及加拿大西部的北科迪勒拉火山省。
在加拿大地盾等火山不活躍地區發現了古代火山帶的深度變形和侵蝕遺跡。它包含150多個火山帶（現已變形並被侵蝕成幾乎平坦的平原），其年齡從6億到 12 億年不等。這些是不同變質的鎂鐵質到超基性岩火山序列的區域，以及相關的沉積岩，形成所謂的綠岩帶。 人們認為它們是在古代海洋擴張中心和島弧地體形成的。 加拿大安大略省和魁北克省的阿比蒂比綠岩帶是世界上最大的綠岩帶之一。
火山帶類似山脈，但山脈內的山是火山，而不是構造板塊碰撞斷層、褶皺形成的山脈。